# 球孢高腹菌
球孢高腹菌（学名：Gautieria globispora）是属于钉菇目钉菇科高腹菌属的一种担子菌。该种分布于中国。